# Дороти (телеведущая)
До́роти (фр. Dorothée, фр. произн.: Дороте́; 14 июля 1953, Париж) — французская певица и телеведущая. Вела такие детские передачи, как Les mercredis de la jeunesse (выходила по средам в 1973—1974 гг.), «Дороти и её друзья» (1977—1978), «Переменка на A2» (Récré A2, 1978—1987) и «Клуб Дороти» (1987—1997).

## Биография
Настоящее имя Фредери́ка Ошде́ (Frédérique Hoschedé).
Дороти начала свою телевизионную карьеру в шоу Dorothée et Blablatus. Имела непродолжительную кинокарьеру, снялась в фильме «Сбежавшая любовь» Франсуа Трюффо и в фильме «Орел или решка» Робера Энрико.
С 1978 по 1987 вела телешоу Récré A2 на канале Antenne 2, потом Club Dorothée (TF1) по 1997. Это были программы для детей.
Её карьера детской певицы была также успешна, многие её альбомы получили золотой или платиновый статус во Франции.
Дороти исчезла с экранов на несколько лет после завершения телешоу Club Dorothée в 1997 году. Вновь появилась в 2006 году, когда вышли в свет несколько ремиксов на её песни. Затем она продолжила свою карьеру телеведущей на канале IDF1.

## Дискография

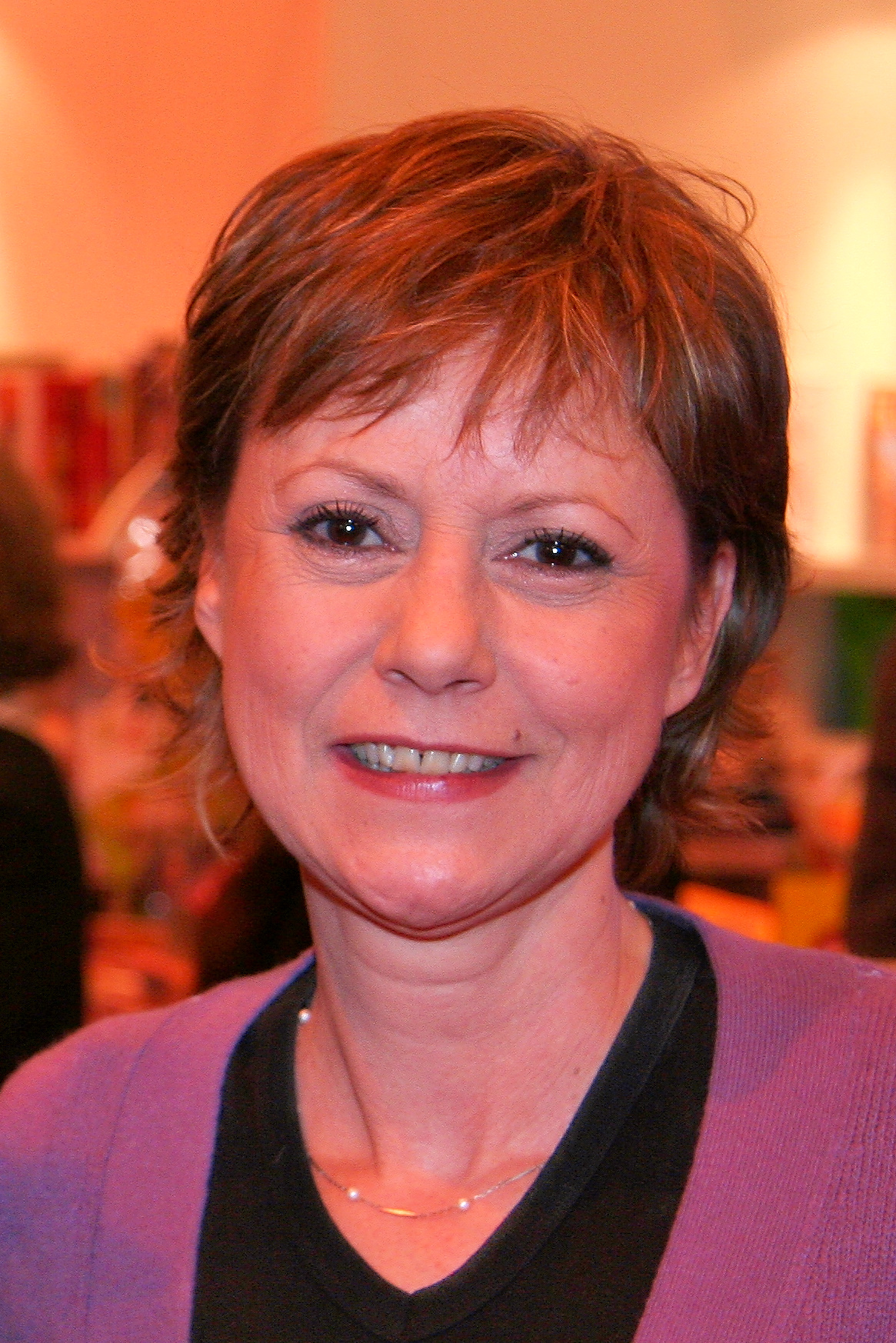
Дороти на Парижском книжном салоне 2008 года

### Альбомы
- 1980 : Dorothée au pays des chansons
- 1981 : Dorothée & les récré Amis chantent
- 1981 : Candy raconte à Dorothée
- 1982 : Hou! la menteuse (№ 6, 1 500 000 шт., diamon album)
- 1983 : Pour faire une chanson
- 1983 : Les Schtroumpfs
- 1984 : Qu’il est bête! (100 000 шт., gold album)
- 1984 : Schtroumpfs parade
- 1985 : Allo, allo Mr l’ordinateur (200 000 шт., double gold album)
- 1986 : Maman (№ 12, 200 000 шт., double gold album)
- 1987 : Docteur (№ 25, 200 000 шт., double gold album)
- 1988 : Attention Danger (№ 10, 300 000 шт., platinum album)
- 1989 : Tremblement de terre (№ 6, 300 000 шт., platinum album)
- 1990 : Live à Bercy
- 1990 : Chagrin d’amour (№ 13, 200 000 шт., double gold album)
- 1991 : Les neiges de l’Himalaya (№ 21, 300 000 шт., double gold album)
- 1992 : Une histoire d’amour (200 000 шт., double gold album)
- 1993 : Bercy 93
- 1993 : 2394 (№ 25, 100 000 шт., gold album)
- 1994 : Nashville Tennessee (200 000 шт., double gold album)
- 1995 : Bonheur City
- 1996 : La Honte de la Famille

### Сборники
- 1980 : Les feuilletons de Récré A2
- 1982 : Les feuilletons de Récré A2 (2nd edition)
- 1988 : Les super chansons
- 1990 : Top Dorothée
- 1994 : Cristal
- 1997 : 15 ans d’amour
- 1998 : Le jardin des chansons
- 2004 : Les plus belles chansons
- 2006 : Dorothée BERCY

### Синглы
- 1980 : Musique magique
- 1981 : Tchou ! Tchou ! Le petit train
- 1981 : Rox & Rouky (1 100 000 шт., platinum disk)
- 1982 : Enfin Récré A2 !
- 1982 : Hou la Menteuse / La Valise (1 300 000 шт., platinum disk)
- 1983 : Pour faire une chanson
- 1983 : Les Schtroumpfs (900 000 шт., platinum disk)
- 1984 : Qu’il est Bête !
- 1984 : Les Petits Ewoks
- 1985 : Vive les Vacances
- 1985 : Allô Allô M. l’ordinateur (250 000 шт., silver disk)
- 1986 : Tant qu’on a des amis
- 1986 : Maman (500 000 шт., gold disk)
- 1987 : Où se cache l’amour
- 1987 : Le Sourire du Dragon (French opening theme of Dungeons and Dragons)
- 1987 : La Chanson des Ewoks
- 1987 : Docteur
- 1988 : La Chanson de Candy
- 1988 : Attention Danger
- 1989 : La machine avalé (150 000 шт.)
- 1989 : Tremblement de Terre (150 000 шт.)
- 1990 : Nicolas & Marjolaine (100 000 шт.)
- 1990 : Chagrin d’amour
- 1991 : Un jour on se retrouvera
- 1991 : Valise Ninety One
- 1991 : Les Neiges de l’Himalaya (200 000 шт., silver disk)
- 1992 : Le Collège des Cœurs Brisés
- 1992 : Où est le garçon
- 1992 : Une histoire d’amour
- 1993 : Toutes les guitares du rock’n'roll
- 1993 : Bats-toi
- 1993 : Il faut chanter
- 1993 : 2394
- 1994 : Si j’ai menti
- 1994 : Chanson pour un garçon
- 1994 : Non non ne dis pas
- 1995 : Folle de vous
- 1995 : Des millions de copains
- 1995 : Bonheur City
- 1996 : Je rêve
- 1996 : La honte de la famille
- 1997 : Toutes les chansons du monde
- 2006 : Hou la Menteuse remix (175 000 шт., silver disk)
- 2006 : La Valise remix
- 2006 : Allô, allô M. l’ordinateur remix